# 이시다 센타로
이시다 센타로 (일본어: 石田 千太郎, 1894년 8월 5일  ~ 몰년 미상)는 일본의 체신 관료이자 정치인이다. 조선총독부 체신국장, 아이치현 의회 의원 (5선), 조선석탄 주식회사 사장 등을 역임했다.

## 생애
아이치현 니와군 이누야마정 (현재의 이누야마시) 출신이다. 1914년 (다이쇼 3년) 체신관료연습소를 졸업하고 통신서기보 및 체신속으로 근무했다. 1921년 (다이쇼 10년) 11월 고등시험 행정과에 합격하여 이듬해 조선총독부 소속이 되었다. 동 이사관, 평안북도 지방과장, 동 비서과장, 임야조사위원회 사무관, 강원도 경찰부장, 평안남도 경찰부장, 경상남도 경찰부장, 식산국 광산과장을 역임했다. 1938년 (쇼와 13년) 평안남도지사에 취임했고, 이어서 후생국장을 거쳐 1942년 (쇼와 17년) 체신국장이 되었다.
1943년 (쇼와 18년) 관직에서 물러난 후에는 조선석탄 주식회사 사장을 지냈다.
1951년 아이치현 의회 의원 선거에 니와군 선거구에서 자유당 공천으로 출마하여 처음 당선되었다. 1959년 부의장으로 선출되었다. 아이치현 의회 의원은 5선 역임했다.